# Ébalo II de Roucy
Ébalo II de Roucy (em latim: Ebalus; em francês: Ebles; c. 1050 - 1104) foi conde de Roucy entre 1063 e 1104 e de Reims.
Participou em Espanha, para onde viajou com um exército para lutar contra o sarracenos durante a chamada Cruzada Barbastro ocorrida em 1064, em seguida, ajudou o rei Sancho Ramirez, rei de Aragão, a conquistar o reino de Navarra em 1076. Nesta segunda expedição também envolveu seu sobrinho Rotrou III de Perche. 

## Relações familiares
Foi filho de Hilduino IV de Montdidier (? - 1063), Conde e Senhor dos Roucy e Alice de Roucy (1020 - 1062), filha de Ébalo I de Roucy (? - 1033) e Beatriz de Hainaut. Casou com Sibila de Autavila, filha de Roberto de Altavila (Hauteville-la-Guichard, c. 1025 – Cefalônia, 17 de julho de 1085), príncipe de Salerno, e Sigelgaita de Salerno (c. 1041 - 27 de março de 1090), de quem teve:
1. Guiscardo Cholet.
2. Tomás Cholet.
3. Hugo I de Roucy (1090 - 1160), conde de Roucy.
4. Ébalo, pai de outro Ébalo.
5. Manassés, pai de Thomas e Petronila, casado com Raul, foi conde de Vieille-Ville.
6. Ermengarda, casada com Gervais do Bazoches, Senhor de Bazoches, provavelmente relacionada à Bazoches Gervais, Príncipe da Galileia.
7. Mabille (c. 1095 - 1122), casou 1º com Hugo de Puiset (1070 † 1112), senhor de Puiset e Conde de Jafa, o 2º casamento foi em 1121 com Alberto de Namur (1070 - 1122), Conde de Jaffa.
8. Inês, casada em primeiras nupcias com Godofredo de Ribeaumont, e em segundas nupcias com Simão II de Clefmont, senhor de Clefmont-em-Bassigny.

## Bibliografa
- Ángel López Canellas. "Las Cruzadas de Aragón en el siglo XII". Argensola: Revista de Ciencias Sociales del Instituto de Estudios Altoaragoneses 7 (1951): 217-28.
- Lynn H. Nelson. "A Fundação de Jaca (1076): Crescimento Urbano em Aragon precoce." Speculum 53 , 4 (1978): 688-708.
- Joseph F. O'Callaghan. Reconquista e Cruzada Medieval em Espanha . Philadelphia: University of Pennsylvania Press, 2004.